# Museum Het Tramstation

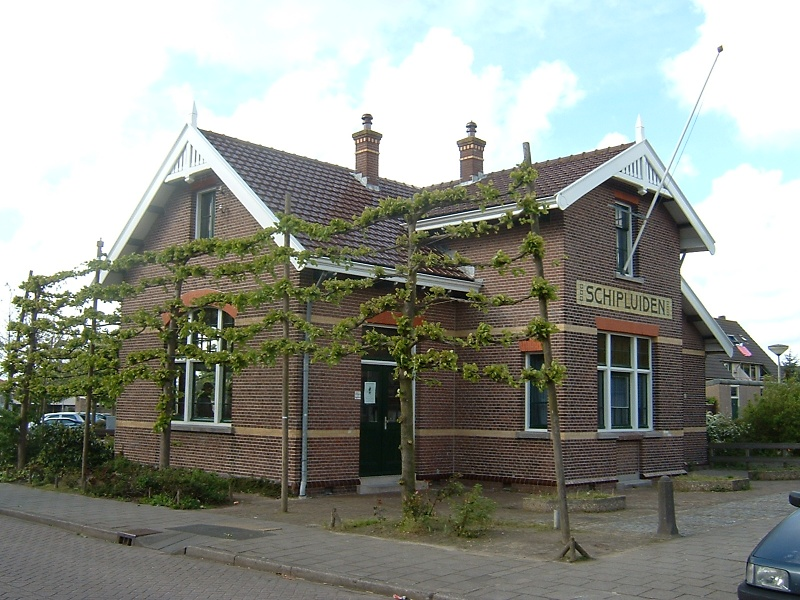
Museum Het Tramstation

Museum Het Tramstation is een Nederlands museum te Schipluiden in de provincie Zuid-Holland. 
Het museum is gevestigd in het voormalige tramstation van de Westlandse Stoomtram Maatschappij. Tot 1968 reden er trams door Schipluiden, op weg tussen Delft en diverse plaatsen in het Westland met brandstoffen en producten van de tuinders voor export naar Duitsland. Na 1943, als de WSM tramexploitatie definitief overgaat naar de Nederlandse Spoorwegen, bestonden deze trams uit spoormaterieel, juridisch waren zij echter trams. Ook voor die tijd werden al veel 'tram-treinen' gereden, omdat de export van Westlandse producten via het 'grote' spoor liep en om overladen te voorkomen bijna uitsluitend spoorwagens werden gebruikt. Dat scheelde in reistijd en schade aan de kwetsbare producten. De vrachtauto was in die periode nog niet concurrerend genoeg.
Al voor sluiting van de tramlijn in 1968 kwam het stationsgebouw in handen van commerciële partijen, waarna de gemeente het in 1987 toewees aan de Historische Vereniging Oud-Schipluiden die het na restauratie in 1989 als 'Museum Het Tramstation' in gebruik nam. Het gebouw is geplaatst op de lijst van rijksmonumenten.